# Albert Memorial
L'Albert Memorial (Prince Consort National Memorial ) est un monument à la mémoire d'Albert de Saxe-Cobourg-Gotha (1819-1861), époux de la reine Victoria. 
Il est situé à Kensington Gardens, à Londres. Conçu par George Gilbert Scott dans le style néogothique, il mesure 47,5 mètres de haut. La structure a été terminée en 1872 et la statue d'Albert posée en 1875. La construction du mémorial a coûté près de 120 000 £ (équivalent en 2023 : environ 11 000 000 £ ou 12 840 000 euros).
L'élévation de ce monument est souvent considérée comme emblématique de la puissance britannique au milieu de l'époque victorienne (Mid Victorian Period 1850-1870 ) ; elle en marque aussi, paradoxalement, le terme. De ce point de vue, le caractère très ostentatoire du monument peut d'ailleurs avoir pour but de masquer les premiers doutes sur la pérennité de cette puissance.

## Un monument emblématique de la puissance victorienne

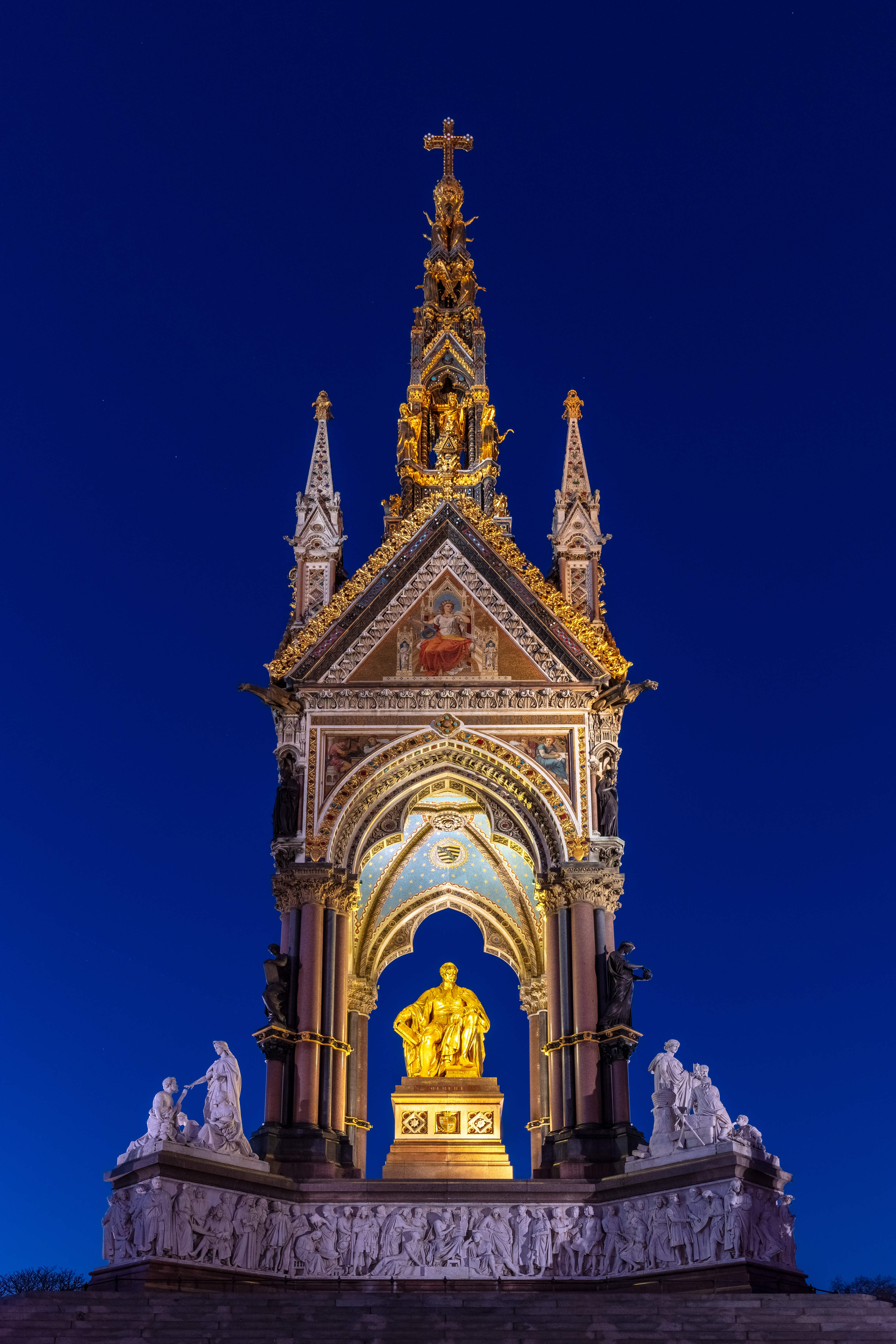
L'Albert Memorial de nuit.

Le mémorial est constitué d'une statue dorée d'Albert placé sous un baldaquin, lui-même surmonté d'une flèche à l'extrémité de laquelle se trouve une croix. Au pied du baldaquin se trouvent quatre ensembles statuaires incarnant la puissance industrielle et commerciale britannique (commerce, génie, industrie, agriculture). Plus loin, aux quatre coins du vaste socle sur lequel est installé le baldaquin, sont élevés quatre autres groupes statuaires incarnant les quatre continents, chacun comprenant un animal symbolique (un taureau pour l'Europe, un éléphant pour l'Asie, un dromadaire pour l'Afrique et un bison pour l'Amérique).
L'Albert memorial est emblématique de la puissance britannique du milieu de l'époque victorienne, du début des années 1850 au début des années 1870. Albert tient dans la main un catalogue de l'exposition universelle de 1851, exposition organisée sous la houlette du prince consort et qui démontra la prépondérance britannique de l'époque en matière industrielle et scientifique.

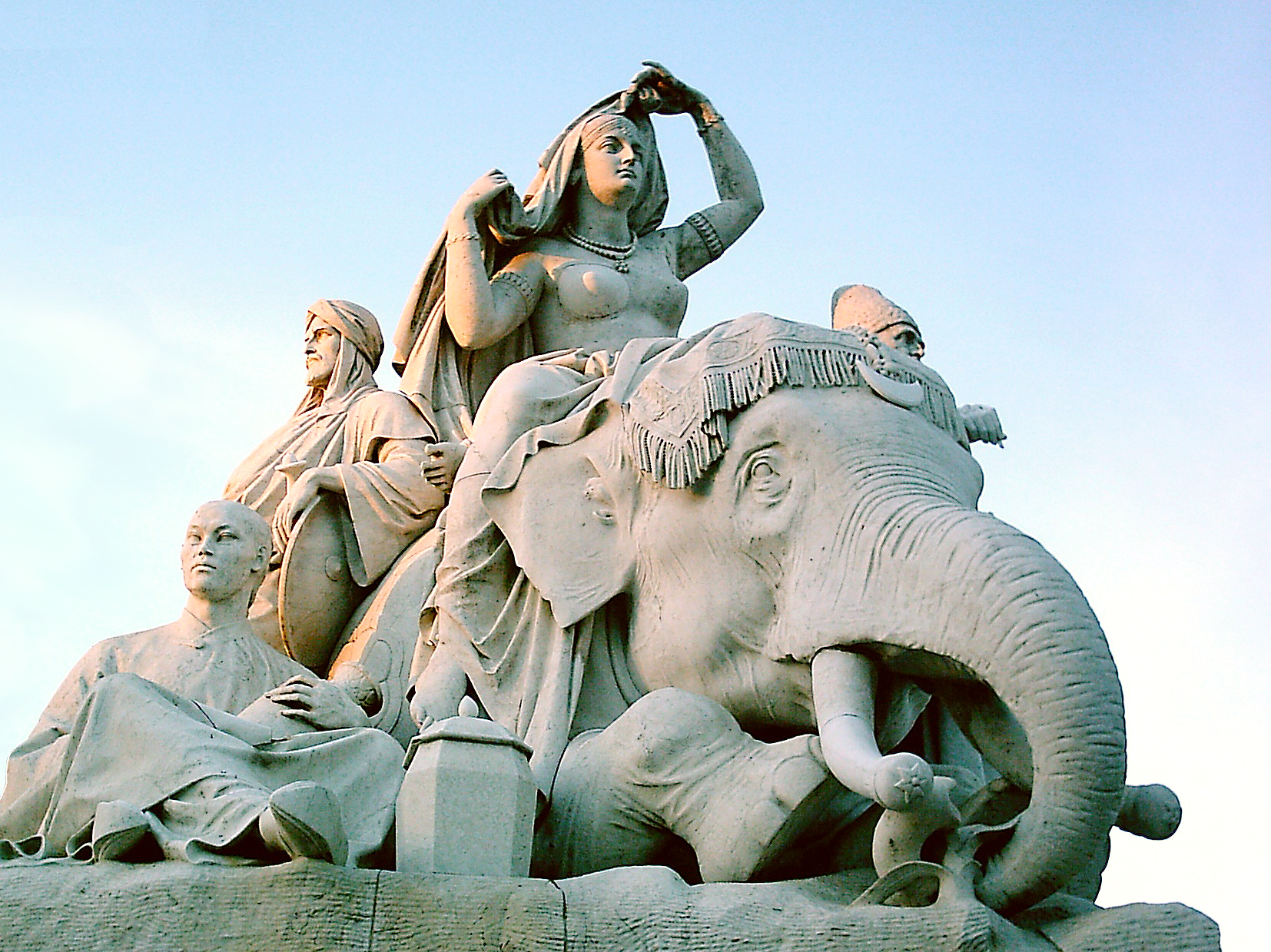
Groupe statuaire de l'Asie, avec un éléphant.

On retrouve cette idée d'une Grande-Bretagne incarnation de la civilisation et de la modernité avec les quatre statuaires au pied du baldaquin. La position centrale d'Albert, à égale distance des quatre continents représentés, insiste sur la dimension impériale d'une nation britannique en position hégémonique à l'échelle du monde entier. Comme le souligne Charles-François Mathis, « c'est bien une période de gloire pour la Grande-Bretagne qui est ici vantée : elle débute par  l'affirmation spectaculaire de la puissance britannique en 1851, [puissance] qui lui permet ensuite d'apporter les bienfaits de la civilisation [et de la modernité] aux autres continents ». Il est de ce point de vue symptomatique que dans le groupe statuaire asiatique, l'Inde, sous étroite domination britannique, s'éveille.
La dimension religieuse du monument doit également être relevée, soulignée par la croix qui domine le monument : la monarchie britannique d'époque victorienne s'envisage bien comme une monarchie pieuse, au service de Dieu.
Le 14 janvier 1970, le mémorial est inscrit sur la liste officielle National Heritage List for England, liste de bâtiments et monuments d'Angleterre inscrits au Patrimoine mondial de l'UNESCO .
Une scène du film Argylle (2024) se déroule devant le monument.